# Michel Brault
Michel Brault (Montreal, 25 de junho de 1928 - Toronto, 21 de setembro de 2013) foi um operador de câmara, realizador e produtor de cinema do Quebec, que trabalhou em mais de duzentos filmes.
Foi um dos grandes produtores do cinema canadense da década de 1960.

## Prémios
- 1964 - Film of the Year, Canadian Film Awards
- 1974 - Prix L.-E.-Ouimet-Molson
- 1975 - Prix Victor-Morin
- 1975 - Best Director, Canadian Film Awards
- 1975 - Prémio de melhor diretor (Festival de Cannes)
- 1980 - Molson Prize
- 1981 e 1983 Genie Award for Best Achievement in Cinematography
- 1986 - Prix Albert-Tessier
- 1990 - Best director prize at the Flanders International Film Festival
- 1993 - Prix Luce-Guilbeault
- 1996 - Governor General's Award
- 2003 - Prix Guy-L'Écuyer
- 2003 - Officer of the Ordre national du Québec
- 2005 - Prix Jutra lifetime achievement award.

## Filmografia

### Como realizador

#### Ficção
- Matin (Short film, 1950)
- Geneviève (Short film, 1965)
- Entre la mer et l'eau douce (1967)
- Les ordres (1974)
- Le son des français d'Amérique (TV series, 1974-1980)
- La belle ouvrage (TV series, 1977-1980)
- L'emprise (Short film, 1988)
- Les noces de papier (TV movie, 1989)
- Diogène (Short film, 1990)
- La dernière partie (TV episode of Montréal vu par..., 1992)
- Shabbat Shalom! (TV movie, 1992)
- Mon amie Max (TV movie, 1994)
- Quand je serai parti... vous vivrez encore (1999)
- 30 vies (TV series, 2011)

#### Documentários
- Chèvres (Short film co-dirigido com Claude Sylvestre, 1954)
- La Mattawin, rivière sauvage (Short film co-dirigido com Claude Sylvestre, 1954)
- Les raquetteurs (Short film co-dirigido com Gilles Groulx, 1958)
- Eye Witness No. 101 (Documentário co-dirigido com Grant Crabtree, 1958)
- La lutte (Short film co-dirigido com Marcel Carrière, Claude Fournier e Claude Jutra, 1961)
- Québec-U.S.A. ou l'invasion pacifique (Short film co-dirigido com Claude Jutra, 1962)
- Les enfants du silence (Short film, 1962)
- Pour la suite du monde (co-dirigido com Marcel Carrière e Pierre Perrault, 1963)
- Le temps perdu (Short film, 1964)
- Conflicts (Short film, 1967)
- Settlement and Conflict (Short film, 1967)
- Le beau plaisir (Short film co-dirigido com Pierre Perrault e Bernard Gosselin, 1968)
- Les enfants de Néant (Short film, 1968)
- Éloge du chiac (Short film, 1969)
- René Lévesque vous parlez: les 6 milliards (Short film, 1969)
- L'Acadie l'Acadie?!? (co-dirigido com Pierre Perrault, 1971)
- René Lévesque pour le vrai (Short film, 1973)
- Le bras de levier et la rivière (Short film, 1973)
- René Lévesque: un vrai chef (Short film, 1976)
- Les gens de plaisir (Short film, 1979)
- Il faut continuer (Short film, 1979)
- Le p'tit Canada (Short film, 1979)
- A Freedom to Move (Short film, 1985)
- Campaign 1986 (Short film, 1986)
- Tu m'aimes-tu (Video, 1991)
- Ozias Leduc, comme l'espace et le temps (Short film, 1996)
- La manic (Short film, 2002)
- Une chanson qui vient de loin (Short film, 2008)

### Como cinematógrafo
- Chronique d'un été (1961)
- Mon Oncle Antoine (1971)
- Kamouraska (1973)
- Les Bons débarras (1980)
- No Mercy (1985)
- The Great Land of Small (1987)